# Tritomaria quinquedentata
Tritomaria quinquedentata là một loài Rêu trong họ Jungermanniaceae. Loài này được (Huds.) H. Buch mô tả khoa học đầu tiên năm 1932.